# Dorfkirche Gressow

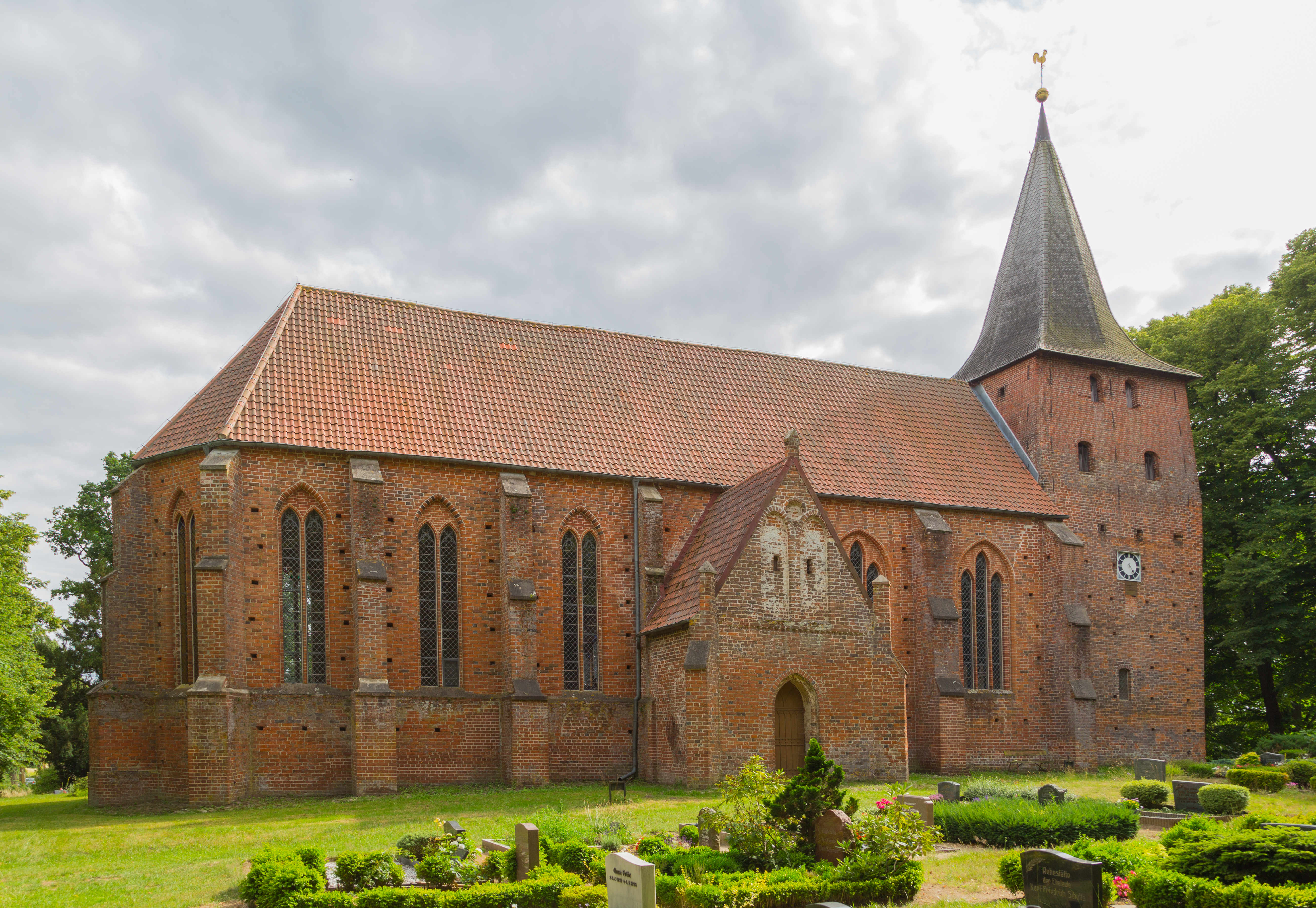
Dorfkirche Gressow (2022)

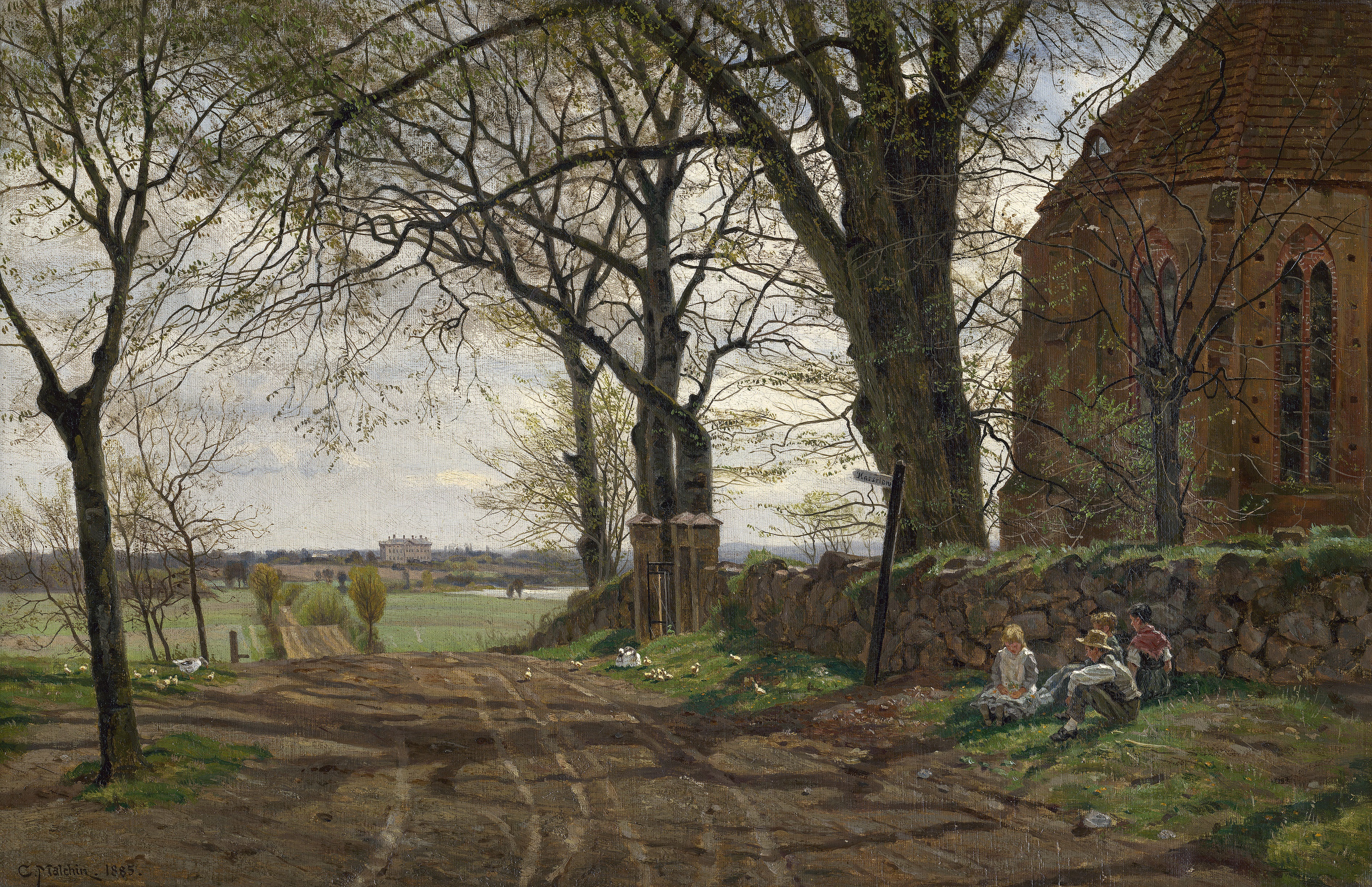
Carl Malchin – Vorfrühling, Feldweg bei der Dorfkirche Gressow (1885) (Blick nach Süden mit Schloss Tressow im Hintergrund)

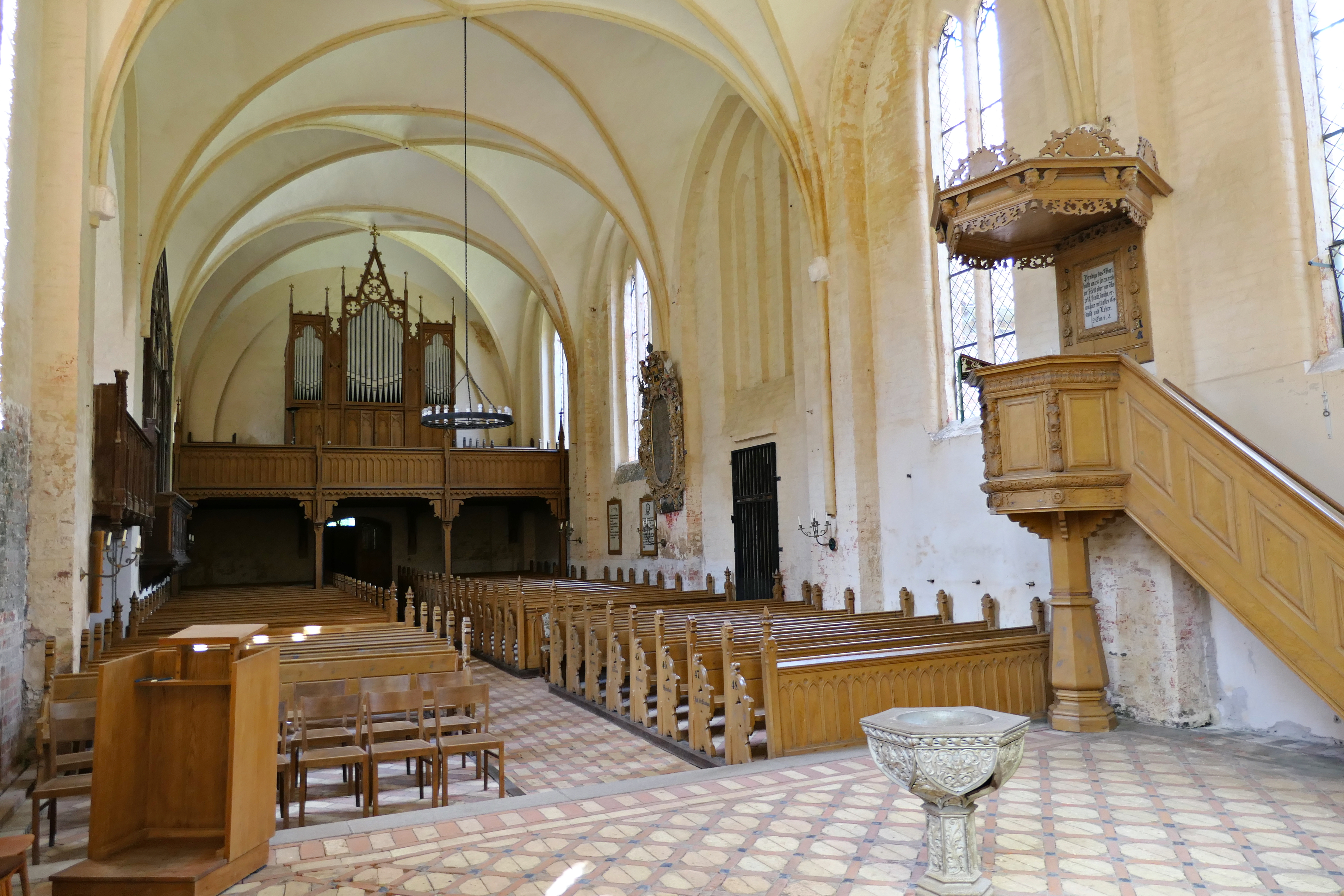
Innenansicht mit Orgel (2019)

Die Dorfkirche Gressow ist eine backsteingotische Dorfkirche im Ortsteil Gressow der Gemeinde Gägelow. Sie gehört zur Kirchgemeinde Gressow-Friedrichshagen in der Propstei Wismar im Kirchenkreis Mecklenburg der Evangelisch-Lutherischen Kirche in Norddeutschland. Kirchengeschichtliche Bedeutung erlangten Kirche und Gemeinde im Zuge der Reformation im Klützer Winkel, die hier ihren Ausgang nahm und dann ganz Mecklenburg erfasste.

## Geschichte
Erste schriftliche Erwähnung fand die Kirche im Jahre 1230 und 1234 im Ratzeburger Zehntregister des Bistums. Am 5. Januar 1266 ist sie aufgrund einer Stiftung Heinrichs des Pilgers an den Einkünften des Ratsweinkellers in Wismar beteiligt. Der heutige Kirchbau stammt aus dem 14. Jahrhundert.
In der Zeit der Reformation setzte der Kirchenpatron Berend von Plesse auf Tressow 1526 den aus Lübeck verbannten Pastor Thomas Aderpul mit Zustimmung der Gemeinde, aber ohne Zustimmung des Bischofs Georg von Ratzeburg als neuen Prediger ein. Der Bischof ließ Aderpul daraufhin 1529 in seiner Residenz in Schönberg festsetzen. Es kam zu einer gewalttätigen Auseinandersetzung zwischen den Parteien, der sich die gesamte Ritterschaft des Klützer Winkels anschloss.
Erst 1540 war die Reformation auch hier vollständig durchgeführt.
Nach Prozessakten des Reichskammergerichts gab es 1799 heftigen Streit mit dem Dom- und Kammerherrn Friedrich von Witzendorf als ehemaligen Gutsbesitzer und Patron der Kirche in Gressow.

## Baugeschichte
Der einschiffige Backsteinbau aus dem 15. Jahrhundert besteht aus dem gestreckten fünfjochigen Schiff mit einem 5/8-Chorschluss und einem massigen vorgesetzten Westturm. Noch im Mittelalter sind an der Südseite die westlichen drei Joche durch in Dorfkirchen seltene Seitenkapellen erweitert worden. An der Nordvorhalle entstand etwa gleichzeitig ein Anbau mit einem Blendgiebel.
Das Kirchenschiff und der Chor sind baulich bis auf eine Erhöhung des Chors um zwei Stufen ohne Übergang getrennt und bilden unter den Kreuzgewölben somit eine Einheit. An der Südseite befindet sich neben den ersten drei von fünf Jochen des Kirchenschiffes hinter dem Turm ein Seitenschiff mit drei Kreuzgewölben. Am mittleren Joch ist an der Nordseite des Schiffes eine quadratische Eingangshalle angebaut.
Der in der zweiten Hälfte des 15. Jahrhunderts begonnene quadratische Turm wurde um 1700 nach oben sich verjüngend mit einem achtseitigen Helm fertiggestellt. 1998 wurde der Helm mit kanadischen Alaska-Zedern-Schindeln neu eingedeckt.
Die Innenarchitektur wird durch die kräftigen, leicht eingezogenen Wandpfeiler und Kreuzrippengewölbe geprägt. Der Chor mit seinen einfachen Kopfkapitellen hat gedrückte Kreuzrippengewölbe.

## Ausstattung
Das Hauptstück der Ausstattung ist der barocke Hochaltar von 1718 aus der Werkstatt von Johannes Friedrich Wilde. Sein Hauptfeld füllt ein Abendmahlsgemälde, seitlich stehen die großen Figuren von Moses und Aaron. Der Altar wurde von der Witwe Katharina Lukretia von Plessen (geb. von Bülow, † 1718), der hinterbliebenen dritten Ehefrau des Kord Valentin von Plessen auf Gressow und Müsselmow († 1714), gestiftet.
Das Obergeschoss enthält vor einem gemalten Hintergrund ein plastisches Kruzifix, den Abschluss bildet der von einer Gloriole umgebene Auferstandene. Zum Figurenprogramm des typisch protestantischen Aufbaues gehören auch die Plastiken der Evangelisten und die Engel mit den Leidenswerkzeugen.
Schlichter ist die aus der Mitte des 17. Jahrhunderts stammende Kanzel. Orgel, Taufe, Empore, Sakristeiverschlag und Gemeindegestühl entstanden im Zusammenhang mit der 1866 durchgeführten Restaurierung.

### Orgel
Die Orgel wurde 1867 von dem Orgelbauer Friedrich Wilhelm Winzer erbaut. Das Schleifladen-Instrument hat 9 Register auf zwei Manualen. Das Pedal ist an das I. Manual angehängt. Die Register Nr. 1 und 2 sind als Transmissionen im Pedal spielbar. Die Trakturen sind mechanisch.
| I. Manual C–f3 |              |     |
| 1.             | Bourdun      | 16′ |
| 2.             | Principal    | 8′  |
| 3.             | Hohlflöte    | 8′  |
| 4.             | Gamba (B, D) | 8′  |
| 5.             | Octav        | 4′  |
| 6.             | Octav        | 2′  |

| II. Manual C–f3 |              |    |
| 7.              | Gedact       | 8′ |
| 8.              | Flauto dolce | 8′ |
| 9.              | Flauto       | 4′ |

- Koppeln: II/I

### Epitaphien
Kunstgeschichtlich interessant sind die beiden erhaltenen Epitaphien. Das 1623 gestiftete aus Sandstein in Spätrenaissanceformen gehaltene ist dem bereits 1557 verstorbenen Reimar von Plessen gewidmet. Der Verstorbene kniet als vollplastische Figur unterhalb des von Säulen gerahmten Auferstehungsreliefs. Eine längere Inschrift und zahlreiche Wappendarstellungen vervollkommnen das Werk. Das jüngere, aus Holz gefertigte Epitaph für den am 7. November 1679 in Müsselmow verstorbenen Kord Valentin von Plessen, besteht, dem damaligen Zeitgeschmack entsprechend, aus einer von reichem Akanthusschnitzwerk gerahmten ovalen Tafel mit einer langen lateinischen Inschrift, in der u. a. mitgeteilt wird, dass der Land- und Hofgerichtspräsident zu Parchim zweimal verheiratet war und 18 Kinder gezeugt hatte.

### Sonstiges
Seit 1988 erinnert in der mittleren Südkapelle eine kleine Gedenkstätte an den zum Kreis der Verschwörer des 20. Juli 1944 gehörenden und nach dem Scheitern des Attentates auf Hitler hingerichteten deutschen Widerstandskämpfer Fritz-Dietlof von der Schulenburg. Die Gedenktafel und das Bleiglasfenster entstanden nach einem Entwurf seiner Schwester Tisa von der Schulenburg.

## Gedruckte Quellen
- Mecklenburgisches Urkundenbuch (MUB)
- Mecklenburgische Jahrbücher (MJB)